# 松本好雄
松本 好雄（まつもと よしお、1938年1月6日 - ）は、日本の実業家、馬主。

## 経歴・人物
世界シェア4割を占める大型船舶用ディーゼルエンジンのクランク軸など、産業機械を手掛ける株式会社きしろ代表取締役会長（2013年現在）。愛棋家としても知られ、将棋の腕前はアマ六段。将棋棋士の内藤國雄とは旧知の間柄。その内藤の発案に応える形で、2005年より女流棋戦『きしろ杯争奪関西女流メイショウ戦』のスポンサーとなっている。2007年には紺綬褒章、2010年には旭日小綬章を受章している。
清和政策研究会の会長だった森喜朗の紹介により、明石市出身の衆議院議員の西村康稔の後援会長に就任した。

## 馬主活動

松本の勝負服

日本中央競馬会（JRA）に登録する馬主として知られる。勝負服の柄は胴青、桃襷、袖桃であり、地方競馬・現在ホッカイドウ競馬所属騎手の吉本隆記が松本の許可を得て同じ柄の勝負服を使用している。冠名に用いる「メイショウ」は、本人が明石市生まれであることから「明石の松本」に由来し、また同じ発音の「名将」ともかけている。
1974年、日本中央競馬会に馬主登録する。現在では個人馬主としては少数の部類である一世代50頭近くを所有する大馬主であり、2009年9月からは日本馬主協会連合会会長を務め現在は名誉会長。所有馬のほとんどは栗東トレーニングセンターに入厩（ほぼすべての厩舎）しているが、一部美浦トレーニングセンターの小島太厩舎や中野栄治厩舎に預託している馬もいる。また、妻の和子、息子できしろの現社長を務める好隆も馬主であり、好隆は2015年のクイーンステークスを制したメイショウスザンナを所有している。いずれも冠名は好雄と同じく「メイショウ」を用いる。
大牧場出身の良血馬に席巻されている日本競馬界の中で、松本は中小規模の牧場との交流や繋がりを重視し、持ち馬のほとんどがそれらの牧場出身の良血とは言い難い安価な馬というのが特徴である。松本自身が馬を見て選ぶことはせず、調教師や牧場が薦めた馬を安く買っている。そのため、後に東京優駿や天皇賞を制するメイショウサムソンを初めて生で見たのは、デビュー戦となった小倉競馬場のパドックであった。また、現役時代に所有していた馬の産駒も多く、メイショウホムラとその産駒メイショウバトラーは父子二代で重賞勝ち馬となった。中小規模の牧場で働く人々からは尊敬と親しみを込めて「メイショウさん」と呼ばれており、日高地区には「三愛会」という名の松本を囲む会もあるという。所有した牡馬が競走馬として活躍できなくても、誘導馬に転向させることが多い馬主のひとりでもある。
中央競馬では個人馬主として歴代最多の1900勝達成しており幾多の重賞を制しながらGIのタイトルには長らく縁がなく、2001年にメイショウドトウが宝塚記念を制するまでに28年を要したが、その後はメイショウボーラー（フェブラリーステークス優勝）、メイショウサムソン（皐月賞、日本ダービー、天皇賞・春、天皇賞・秋優勝）など、GIレースでの活躍も目立つようになった。
リーディング上位の馬主の場合、調教師に対して出走レースや騎手の起用などにまで注文を付けることもあるが、松本は基本的に「自分は全く馬のことは分からないから、（調教師に）お任せをしている。従って口を出すことはない」とすべて一任していた。ただし2007年、メイショウサムソンの凱旋門賞挑戦に際しては、敢えて騎手を石橋守から武豊に替えさせた。松本は石橋と武の2人を呼んで「今回ばかりは私のわがままを聞いて欲しい」と、石橋に武へのスイッチの了解を求めたという（日刊スポーツなどの報道より）。その後2010年代に入り武豊や、武幸四郎を本格的に自身の競走馬の主戦騎手に据えるようになった。
座右の銘は「人がいて、馬がいて、そして又、人がいる」。

## 主な所有馬

### GI級競走優勝馬
- メイショウドトウ（2000年中京記念、金鯱賞、オールカマー、2001年日経賞、宝塚記念）
- メイショウボーラー（2003年小倉2歳ステークス、デイリー杯2歳ステークス、2005年根岸ステークス、フェブラリーステークス、ガーネットステークス）
- メイショウサムソン（2006年スプリングステークス、皐月賞、東京優駿、2007年産経大阪杯、天皇賞（春）、天皇賞（秋））
- メイショウマンボ（2013年フィリーズレビュー、優駿牝馬、秋華賞、エリザベス女王杯）
- メイショウダッサイ（2019年小倉サマージャンプ、2020年東京ハイジャンプ、中山大障害、2021年阪神スプリングジャンプ、中山グランドジャンプ）
- メイショウハリオ（2021年みやこステークス、2022年マーチステークス、2022年・2023年帝王賞連覇、2023年かしわ記念、2025年川崎記念）[12]
- メイショウタバル（2024年毎日杯、神戸新聞杯、2025年宝塚記念）

### 重賞競走優勝馬
- メイショウキング（1983年カブトヤマ記念）
- メイショウエイカン（1988年京都大賞典）
- メイショウビトリア（1991年ステイヤーズステークス）
- メイショウホムラ（1993年フェブラリーハンデキャップ）
- メイショウマリーン（1994年小倉大賞典）
- メイショウレグナム（1995年小倉大賞典）
- メイショウアムール（1996年ブリーダーズゴールドカップ、1997年名古屋大賞典、1998年ブリーダーズゴールドカップ）
- メイショウテゾロ（1995年シンザン記念、マイルチャンピオンシップ2着）
- メイショウワカシオ（2000年京都ジャンプステークス、2002年中山大障害2着）
- メイショウモトナリ（1997年北海道スプリントカップ、スーパーダートダービー、1998年名古屋大賞典、フェブラリーステークス2着、1999年かきつばた記念）
- メイショウヒダカ（1998年北斗盃）
- メイショウオウドウ（2000年産経大阪杯、マイルチャンピオンシップ3着、2001年鳴尾記念、安田記念3着）
- メイショウドメニカ（2003年福島記念）
- メイショウキオウ（2004年中京記念）
- メイショウラムセス（2002年富士ステークス）
- メイショウカイドウ（2004年小倉記念、 2005年小倉記念、小倉大賞典、北九州記念（同一年小倉三冠） 、2006年七夕賞）
- メイショウバトラー（2004年小倉大賞典、2006年プロキオンステークス、サマーチャンピオン、シリウスステークス、JBCマイル2着、2007年かきつばた記念、さきたま杯、スパーキングレディーカップ、クラスターカップ、2008年マリーンカップ、マイルチャンピオンシップ南部杯2着、2009年マリーンカップ）
- メイショウムネノリ（2004年兵庫チャンピオンシップ）
- メイショウオスカル（2004年フローラステークス、2005年福島牝馬ステークス）
- メイショウトウコン（2007年平安ステークス、東海ステークス、エルムステークス、東京大賞典3着、2008年名古屋大賞典、ブリーダーズゴールドカップ、ジャパンカップダート2着）
- メイショウクオリア（2008年京都新聞杯）
- メイショウベルーガ（2010年日経新春杯、京都大賞典、エリザベス女王杯2着）
- メイショウカンパク（2012年京都大賞典）
- メイショウマシュウ（2013年根岸ステークス）
- メイショウヨウドウ（2014年東京ジャンプステークス）
- メイショウナルト（2013年小倉記念、2014年七夕賞）
- メイショウブシドウ（2013年中山大障害3着、2014年小倉サマージャンプ、阪神ジャンプステークス、中山グランドジャンプ3着）
- メイショウコロンボ（2014年兵庫ゴールドトロフィー、2015年名古屋大賞典）
- メイショウアイアン（2018年絆カップ、2019年グランシャリオ門別スプリント、2020年北海度スプリントカップ、ウポポイオータムスプリント）
- メイショウスミトモ（2017年シリウスステークス、名古屋グランプリ）
- メイショウテッコン（2018年ラジオNIKKEI賞、2019年日経賞）
- メイショウテンゲン（2019年弥生賞）
- メイショウカズサ（2021年プロキオンステークス、白山大賞典、浦和記念）
- メイショウミモザ（2022年阪神牝馬ステークス）
- メイショウムラクモ（2021年レパードステークス）
- メイショウフンジン（2025年佐賀記念）

### 獲得賞金順一覧
| 馬名               | 性別 | 生年 | 戦数 | 勝数 | 賞金             |
| ------------------ | ---- | ---- | ---- | ---- | ---------------- |
| メイショウサムソン | 牡   | 2003 | 27   | 9    | 10億6594万9000円 |
| メイショウドトウ   | 牡   | 1996 | 27   | 10   | 9億2133万4000円  |
| メイショウバトラー | 牝   | 2000 | 50   | 14   | 5億8480万3000円  |
| メイショウボーラー | 牡   | 2001 | 29   | 7    | 4億6672万4000円  |
| メイショウトウコン | 牡   | 2002 | 41   | 9    | 4億2953万円      |
| メイショウマンボ   | 牝   | 2010 | 10   | 6    | 3億9806万7000円  |
| メイショウアムール | 牡   | 1991 | 53   | 11   | 3億9329万9000円  |
| メイショウカイドウ | 牡   | 1999 | 43   | 11   | 3億5698万4000円  |
| メイショウオウドウ | 牡   | 1995 | 27   | 6    | 3億3297万7000円  |
| メイショウモトナリ | 牡   | 1994 | 32   | 7    | 2億9579万7000円  |
| メイショウレグナム | 牡   | 1988 | 59   | 7    | 2億7508万9000円  |
| メイショウベルーガ | 牝   | 2005 | 30   | 7    | 2億6749万8000円  |
| メイショウビトリア | 騸   | 1987 | 39   | 6    | 2億5312万1000円  |
| メイショウワカシオ | 牡   | 1994 | 59   | 7    | 2億3733万7000円  |
| メイショウホムラ   | 牡   | 1988 | 25   | 10   | 2億3441万5000円  |
| メイショウキオウ   | 牡   | 1997 | 38   | 7    | 2億1922万5000円  |
| メイショウユウシ   | 牡   | 1991 | 69   | 9    | 2億1205万9000円  |
| メイショウスミトモ | 牡   | 2011 | 70   | 8    | 2億1275万円      |

※獲得賞金が2億円以上の、既に登録が抹消された馬について記載。

## 主な表彰馬
JRA賞
- 最優秀3歳牡馬

メイショウサムソン（2006年）
- 最優秀3歳牝馬

メイショウマンボ（2013年）
- 最優秀障害馬

メイショウダッサイ（2020年）
- 特別賞

メイショウサムソン（2007年）